# Biblioteka Cyfrowa Politechniki Łódzkiej eBiPoL
Biblioteka Cyfrowa Politechniki Łódzkiej eBiPoL – biblioteka cyfrowa utworzona w ramach projektu digitalizacji oraz elektronicznej archiwizacji i konserwacji wybranych materiałów bibliotecznych Biblioteki Politechniki Łódzkiej.
W celu rozpoczęcia działań digitalizacyjnych, w Bibliotece Politechniki Łódzkiej utworzono własną pracownię digitalizacji w 2004 roku. Biblioteka Cyfrowa eBiPoL rozpoczęła udostępnianie zbiorów powstałych w wyniku digitalizacji zbiorów drukowanych oraz takich, które tworzone były od razu w wersji cyfrowej („digital-born”) w listopadzie 2005 roku. Publikacje prezentowane są na platformie dLibra, w środowisku sprzętowo-programowym opracowanym przez Poznańskie Centrum Superkomputerowo-Sieciowe. 
Prezentowane i planowane do udostępnienia zasoby biblioteki eBiPoL tworzą kolekcje o różnym charakterze: czasopisma, książki, materiały dydaktyczne, rozprawy doktorskie napisane na Politechnice Łódzkiej, serie wydawnicze Politechniki Łódzkiej, varia i zbiory mikrofiszowe, z czego w pełni uruchomionych jest 5 z zaplanowanych kolekcji: czasopisma, książki, materiały dydaktyczne, serie wydawnicze PŁ i varia. Prezentowane dokumenty mają głównie format PDF. Biblioteka Cyfrowa Politechniki Łódzkiej eBiPoL, pozwala na przeszukiwanie opisów bibliograficznych również w języku angielskim.